# ИATURAL
『ИATURAL』（ナチュラル）は、日本のミクスチャーバンド、ORANGE RANGEの3枚目のオリジナルアルバム。

## 解説
- ドラムのKATCHANが最後に参加したアルバム。また、歌詞カードの最後のページには、KATCHANへのメッセージが書かれている。
- タイトルの「N」が「И」（キリル文字の「イー/ウィー」）になっているのを、メンバーは「インパクトが欲しかった」と語っている。
- ジャケットのアリはORANGE RANGEのロゴをくわえている。
- 日本レコード協会からはミリオン認定を受けているが、オリコンでの累計売上は100万枚に届いていない。
- 収録曲「HYSTERIC TAXI」「Иatural Pop」は、2006年に公開された映画『チェケラッチョ!!』の挿入歌として使用された。

## 受賞
- 第5回MTV Video Music Awards Japan 2006 Best Video of the Year

## 収録曲
- 全作詞・作曲・編曲：ORANGE RANGE

| #         | タイトル                                 | 作詞                 | 作曲      | 編曲・ストリングス | 時間  |
| --------- | ---------------------------------------- | -------------------- | --------- | ------------------ | ----- |
| 1.        | 「yumekaze」                             |                      |           | 吉俣良             | 5:04  |
| 2.        | 「夢人」                                 |                      |           |                    | 3:01  |
| 3.        | 「お願い!セニョリータ」                  |                      |           |                    | 3:46  |
| 4.        | 「Winter Winner」                        |                      |           |                    | 3:36  |
| 5.        | 「CRAZY BAND」                           |                      |           |                    | 4:09  |
| 6.        | 「雨」                                   |                      |           |                    | 3:58  |
| 7.        | 「GOD69」                                |                      | 低音一家  |                    | 3:34  |
| 8.        | 「HYSTERIC TAXI」                        |                      |           |                    | 3:57  |
| 9.        | 「pe nyom pong」                         |                      |           |                    | 3:02  |
| 10.       | 「盃Jammer」                             | RYO, TKC, アルシオネ | 低音一家  |                    | 3:32  |
| 11.       | 「＊〜アスタリスク〜」                   |                      |           |                    | 4:14  |
| 12.       | 「sunrise」                              |                      |           |                    | 3:57  |
| 13.       | 「U topia」                              |                      |           |                    | 3:45  |
| 14.       | 「BETWEEN」                              |                      |           |                    | 3:40  |
| 15.       | 「re-cycle」                             |                      |           |                    | 4:02  |
| 16.       | 「キズナ」                               |                      |           | 弦一徹             | 5:14  |
| 17.       | 「ラヴ・パレード」                       |                      |           |                    | 5:56  |
| 18.       | 「Иatural Pop」                          |                      |           |                    | 5:38  |
| 19.       | 「Kirikirimai 〜Fantastic Four Remix〜」 |                      |           | Josh Deutsch       | 3:17  |
| 合計時間: | 合計時間:                                | 合計時間:            | 合計時間: | 合計時間:          | 77:22 |

### 楽曲解説
1. yumekaze
日本テレビ系『一球の緊張感 THE LIVE 2005』イメージソング。
「LIVE ИATURAL」ではアンコール前のラストを飾った。
2. 夢人
日本テレビ系『スポんちゅ』エンディングテーマ。
サビの部分は、ミニアルバム『オレンジボール』に収録されている「奏重鼓」のサビが原曲となっている。
この1曲目と2曲目の流れはHIROKIの提案によるもの。
3. お願い!セニョリータ
11thシングル。
4. Winter Winner
HIROKI作詞の、冬をテーマにした曲。しかし、メンバーは雪をまともに見たことがなかったため、半分はイメージで作詞された。「“お願い!セニョリータ”の冬バージョンがあってもいいんじゃない？」というメンバーからの提案で製作されたという。
この曲の製作途中までKATCHANが参加している。製作中メンバーを脱退したため、残りのパートをサポートドラマー桜井正宏が引き継いで完成させた。その為、完成した音源は1番→2番→間奏1がKATCHAN、後半の間奏2→大サビが桜井が叩いたドラムの音が混在している仕上がりとなった。
5. CRAZY BAND
6. 雨
ジャズ調の曲。
ギターは使われていないが、ライブではピアノの音の代わりにNAOTOがギターを演奏した。
7. GOD69
「Town&Country」CMソング。
低音一家が手がけた曲で、「チェスト」以来のハードロック。
8. HYSTERIC TAXI
YOHが原曲を作成。
ライブではHIROKIがエレキギターを披露した。
9. pe nyom pong
タイトルの読みは「ペ・ニョン・ポン」である。
『musiQ』に収録されている「papa」と同じ様な曲で、メンバーは「わけの分からない曲」「ライブではできない」とのこと。
「以心電信」のメロディーが一瞬流れる。また、RYOが電話をしている部分は、本当に友達と話しているところを録音されて出来たもの。
歌詞に「レンジのナオキ」というフレーズがあるが、これはHIROKIとNAOTOがパーソナリティーを務めるラジオ番組『ORANGE RANGE ラジオ〜コンタクト』でのリスナーの間違いからきたものである。
10. 盃Jammer
レゲエ調な曲。
RYOが、NAOTOからシンセサイザーの使い方を習いながら初めて作った。YAMATOとHIROKIは参加しておらず、RYOの他に、山嵐のボーカルのSATOSHI、ベースの武史がゲストとして参加している。
11. ＊〜アスタリスク〜
9thシングル。
テレビ東京系アニメ『BLEACH』初代オープニングテーマ。
12. sunrise
サビはHIROKIのソロとなっている。
RYOは、「夜中の3時から4時頃を歌った」と語っている。
13. U topia
外国人の思い描く「日本」を歌った曲。
間奏の部分は当初NAOTOが外国人の真似をして言っていたが「それなら本当の外国人を呼んだほうが…」という案で本当の外国人が参加した。
NAOTOのお気に入りの曲でライブでよく歌われている。
「UN ROCK STAR」にはライブバージョンが収録されている。
14. BETWEEN
「理想と現実の狭間」がテーマ。
発売前に『COUNT DOWN TV』（TBS系）で未発表曲としてイントロだけ流れた。
15. re-cycle
1曲目の「yumekaze」で没となったメロディーが使われており、NAOTOは「まさにリサイクル」と語っている。
16. キズナ
12thシングル。
17. ラヴ・パレード
10thシングル。
18. Иatural Pop
ポップナンバー。このアルバムのテーマである「ありのまま」を唄った曲。
実際は3分40秒だが、次の「Kirikirimai〜Fantastic Four Remix〜」までのギャップが約2分ある。
19. Kirikirimai〜Fantastic Four Remix〜
映画『ファンタスティック・フォー』エンディング・テーマ。
PVは、「LIVE musiQ」でのライブ映像と『ファンタスティック・フォー』の映像が混ざって出来ている。

## 参加ミュージシャン
- YAMATO：MC
- HIROKI：MC
- RYO：MC
- NAOTO：Programming、Other Instruments、Guitar、Chorus、Turntable
- YOH：Bass

| yumekaze - 桜井正宏 - Drums - Kana Strings - Strings - 曇天サヤカ - Chorus 夢人 - そうる透 - Drums お願い!セニョリータ - KATCHAN - Drums - パラダイス山元 - Percussion - 鈴木秀夫 - Flamenco Guitar - うちやえゆか - 掛け声 - 大川由潮 - 掛け声 - 野田順子 - 掛け声 - 前田愛(AiM) - 掛け声 - 小松里賀 - 掛け声 - 牧島有希 - 掛け声 Winter Winner - KATCHAN - Drums (途中まで) - 桜井正宏 - Drums - 曇天サヤカ - Chorus - 高良舞子 - Chorus - 石塚栄美 - Chorus CRAZY BAND - そうる透 - Drums 雨 - 桜井正宏 - Drums - 中村康就 - piano GOD69 - 桜井正宏 - Drums HYSTERIC TAXI - 桜井正宏 - Drums - シライシ紗トリ - Chorus pe nyom pong - 桜井正宏 - Drums | 盃Jammer - C.I.C - MC ＊〜アスタリスク〜 - KATCHAN - Drums - 中山信彦 - Synthesizer Programming sunrise - 桜井正宏 - Drums U topia - 桜井正宏 - Drums - David Gutteridge - Male Voice - Anna Jan - Female Voice BETWEEN - 桜井正宏 - Drums - 高良舞子 - Chorus - 石塚栄美 - Chorus - シライシ紗トリ - Chorus re-cycle - 桜井正宏 - Drums キズナ - 桜井正宏 - Drums - チェン・ミン - 二胡 - 弦一徹グループ - Strings - 中村康就 - piano ラヴ・パレード - KATCHAN - Drums Иatural Pop - 桜井正宏 - Drums - 曇天サヤカ - Chorus Kirikirimai〜Fantastic Four Remix〜 - KATCHAN - Drums |